# Universitetstorget
Universitetstorget (rumänska: Piaţa Universităţii) är ett torg i centrala Bukarest, Rumänien. Torget, som är beläget norr om Gamla staden, Lipscani och söder om Bulevardul Regina Elisabeta brukar ibland ses som stadens mittpunkt. Runt torget ligger bland annat Gamla universitetsbyggnaden, och tunnelbanestationen Universitate. På torget finns fyra statyer föreställande Ion Heliade-Rădulescu, Mihai Viteazu, Gheorghe Lazăr och Spiru Haret.
Upploppen i samband med rumänska revolutionen, som 1989 ledde till kommunistledaren Nicolae Ceaușescus fall utspelade sig delvis på torget.